# Henri Deglane
Henri-Adolphe-Auguste Deglane (París, 1855 - id., 1931) fue un arquitecto y académico francés, que participó en el diseño y ejecución del Grand Palais de París.
Alumno de Louis-Jules André en la École des Beaux-Arts de París, obtuvo el Prix de Rome en 1881 con el tema titulado Un palais, cercle des Beaux-Arts. La beca conseguida le permitió proseguir su formación en la Académie de France de Roma, entre el 29 de enero de 1882 y el 31 de diciembre de 1885.
De 1896 a 1900 participó en el diseño y construcción del Grand Palais, de París, siendo el encargado de la realización de las naves norte y meridional, de la nave mayor y de su parte transversal, llamada "paddock", de las fachadas y decorados que le rodean y , más particularmente, de la entrada principal y el peristilo situado a ambos lados de la " nueva avenida ", futura avenida Nicolás II , después llamada Winston Churchill.
Fue elegido miembro de la Académie des Beaux-Arts en 1918.